# Горед горед

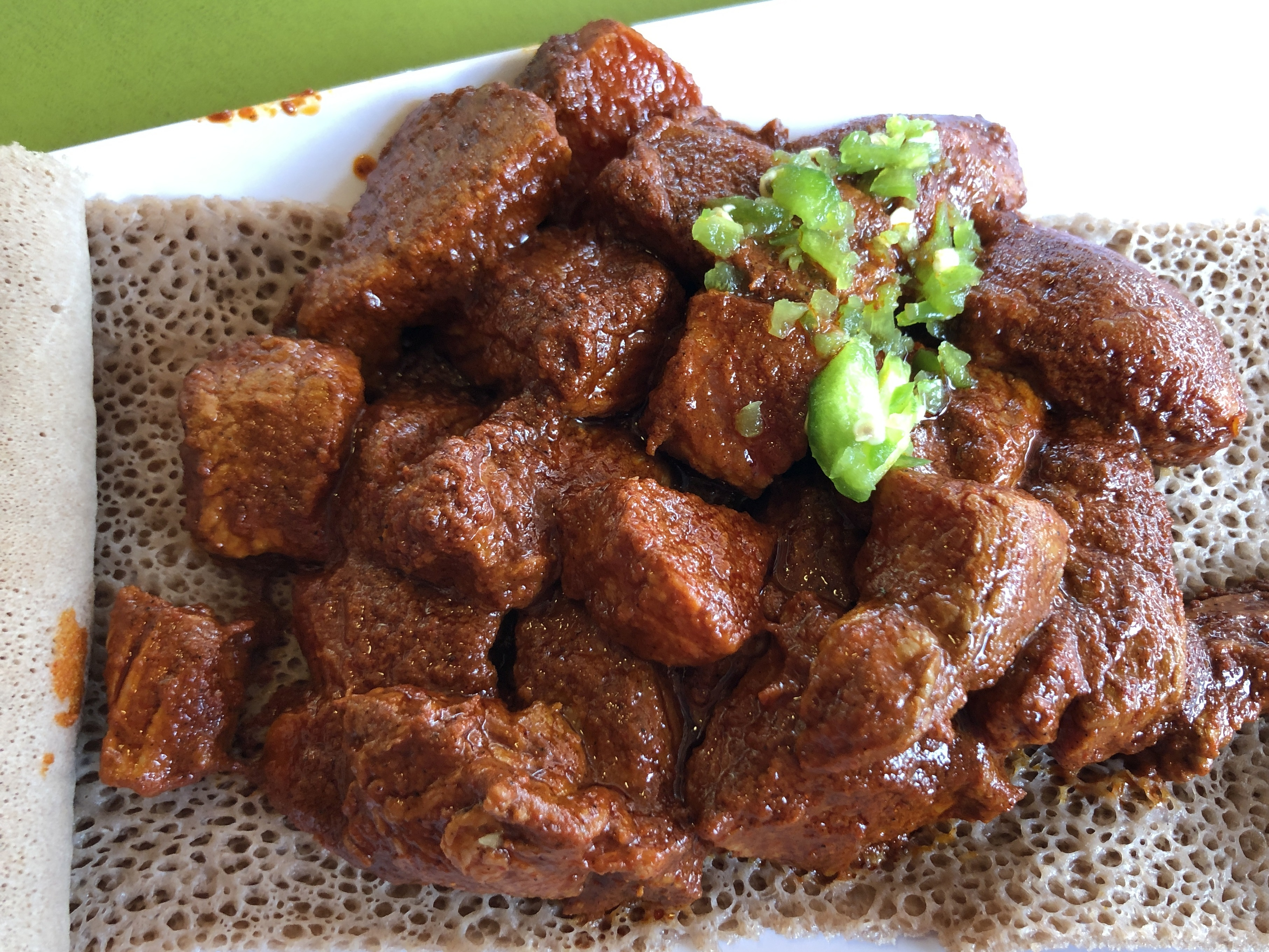
Горед горед на інжері

Горед горед — сира яловича страва, яку їдять в Ефіопії. У той час як кітфо рубане м'ясо, мариноване в спеціях і очищене масло, горед горед нарізане кубиками залишається немаринованим. Як і кітфо, вона широко популярна і вважається національною стравою. Часто подають з мітмітою (порошкоподібною сумішшю приправ) та вазазі (тип гірчичного та соусу з перцем чилі).